# Davis Cup 1957
In 1957 werd het toernooi om de Davis Cup  voor de 46e keer gehouden. De Davis Cup is het meest prestigieuze tennistoernooi voor landen dat sinds 1900 elk jaar wordt georganiseerd.
Australië won voor de 14e keer de Davis Cup door in de finale de Verenigde Staten met 3-2 te verslaan.
De deelnemers strijden in drie verschillende regionale zones tegen elkaar. De winnaar van elke zone speelt het interzonaal toernooi. De winnaar daarvan speelt tegen de regerend kampioen om de Davis Cup.

## Finale
Australië -  Verenigde Staten 3-2 (Melbourne, Australië, 26-28 december)

## Interzonaal Toernooi
|  | halve finale 5-7 december | halve finale 5-7 december |  |        | finale 12-14 december | finale 12-14 december |
|  |                           |                           |  |        |                       |                       |
|  |                           |                           |  |        |                       |                       |
|  | Verenigde Staten          | 5                         |  |        |                       |                       |
|  | Filipijnen                | 0                         |  |        |                       |                       |
|  |                           |                           |  |        | Verenigde Staten      | 3                     |
|  |                           |                           |  | België | 2                     |                       |
|  | België                    |                           |  |        |                       |                       |
|  | bye                       |                           |  |        |                       |                       |

Het Interzonaal Toernooi werd gespeeld in Australië

## België
België speelt in de Europese zone.
| datum      | tegenstander        | uitslag | locatie   | groep   | ronde        | winst/verlies |
| ---------- | ------------------- | ------- | --------- | ------- | ------------ | ------------- |
| 14-12-1957 | Verenigde Staten    | 2-3     | Australië | INZ udt | finale       | v             |
| 05-08-1957 | Italië              | 3-2     | thuis     | EUR udt | finale       | w             |
| 22-07-1957 | Verenigd Koninkrijk | 3-2     | thuis     | EUR udt | halve finale | w             |
| 10-06-1957 | Mexico              | 3-2     | thuis     | EUR udt | kwartfinale  | w             |
| 19-05-1957 | Hongarije           | 4-1     | thuis     | EUR udt | 2e ronde     | w             |

België won de finale van de Europese zone en plaatste zich voor het interzonale toernooi. De finale van het interzonale toernooi werd verloren van de Verenigde Staten. Bij winst had het zich geplaatst voor de Daviscupfinale tegen Australië.

## Nederland
Nederland speelt in de Europese zone.
| datum      | tegenstander | uitslag | locatie | groep   | ronde    | winst/verlies |
| ---------- | ------------ | ------- | ------- | ------- | -------- | ------------- |
| 20-05-1957 | Italië       | 0-5     | thuis   | EUR udt | 2e ronde | v             |
| 28-04-1957 | Noorwegen    | 4-1     | thuis   | EUR udt | 1e ronde | w             |

Nederland bereikte de tweede ronde van de Europese zone.
| niveau 1 | niveau 2 | niveau 3 | niveau 4 | niveau 5 |

Algemeen · Opzet · Finales · Winnaars 
 België ·  Nederland ·  Aruba ·  Nederlandse Antillen 

1900 · 1901 · 1902 · 1903 · 1904 · 1905 · 1906 · 1907 · 1908 · 1909 · 1910 · 1911 · 1912 · 1913 · 1914 · 1915 · 1916 · 1917 · 1918 · 1919 · 1920 · 1921 · 1922 · 1923 · 1924 · 1925 · 1926 · 1927 · 1928 · 1929 · 1930 · 1931 · 1932 · 1933 · 1934 · 1935 · 1936 · 1937 · 1938 · 1939 · 1940 · 1941 · 1942 · 1943 · 1944 · 1945 · 1946 · 1947 · 1948 · 1949 · 1950 · 1951 · 1952 · 1953 · 1954 · 1955 · 1956 · 1957 · 1958 · 1959 · 1960 · 1961 · 1962 · 1963 · 1964 · 1965 · 1966 · 1967 · 1968 · 1969 · 1970 · 1971 · 1972 · 1973 · 1974 · 1975 · 1976 · 1977 · 1978 · 1979 · 1980 · 1981 · 1982 · 1983 · 1984 · 1985 · 1986 · 1987 · 1988 · 1989 · 1990 · 1991 · 1992 · 1993 · 1994 · 1995 · 1996 · 1997 · 1998 · 1999 · 2000 · 2001 · 2002 · 2003 · 2004 · 2005 · 2006 · 2007 · 2008 · 2009 · 2010 · 2011 · 2012 · 2013 · 2014 · 2015 · 2016 · 2017 · 2018 · 2019 · 2020-2021 · 2022 · 2023 · 2024 · 2025